# Stazione di Mezzana (Italia)
La stazione di Mezzana è una stazione ferroviaria nel comune di Mezzana, nella provincia autonoma di Trento.
La struttura dista circa 866 metri dalla precedente stazione di Marilleva ed è in prossimità dello stadio fluviale della canoa di Mezzana sul torrente Noce.
La gestione degli impianti di stazione è affidata a Trentino Trasporti.

## Storia
La stazione venne inaugurata il 23 luglio 2016 con l'apertura del tratto tra Marilleva e Mezzana.

## Strutture e impianti

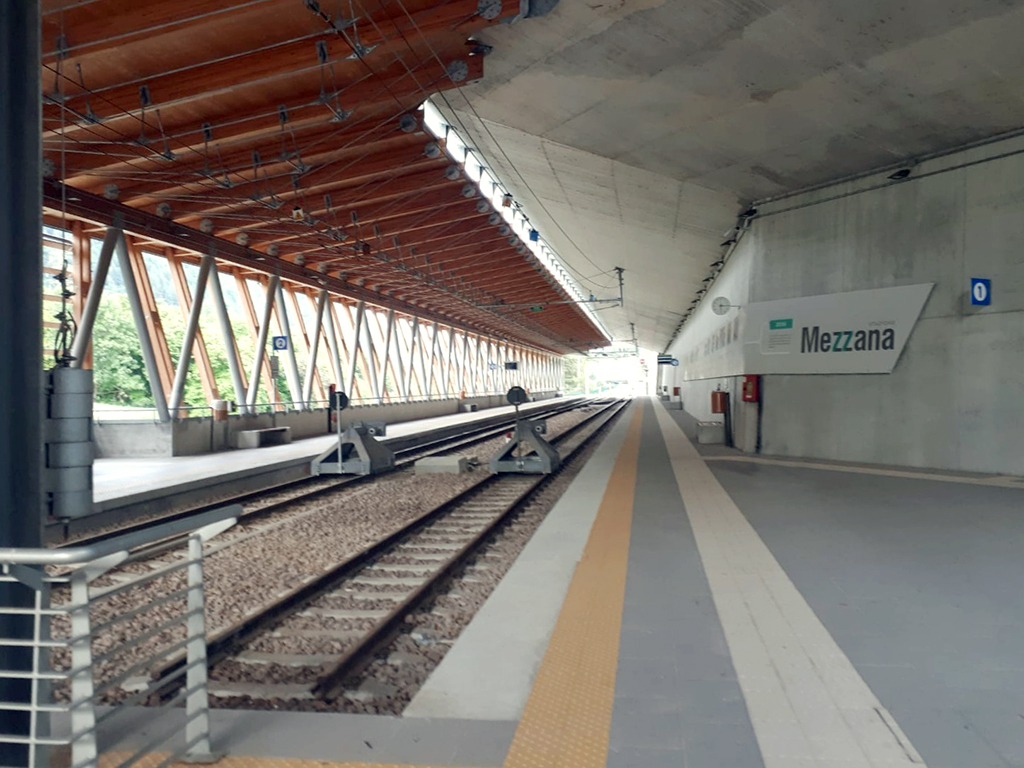
Interno della stazione

La stazione ha due binari serviti da banchine riparate da una struttura in legno. L'edificio, con una superficie di 2.500 m² e che si sviluppa in maniera lineare per 135 metri seguendo il tracciato dei due binari, è realizzata come stazione passante al fine di poter far proseguire il binario verso Fucine e verso il Passo del Tonale. La copertura in legno funge da ricovero notturno dei convogli.
I due marciapiedi sono lunghi circa 112,2 metri e larghi 3 metri.
Per collegare la stazione (che si trova sulla sponda destra del torrente Noce) con l'abitato di Mezzana è stata realizzata una nuova passerella pedonale in acciaio e copertura in legno, che collega la struttura con la pista ciclabile della Val di Sole, una nuova pista ciclabile sulla sponda destra e un nuovo collegamento pedonale. È stato necessario inoltre necessario modificare la viabilità stradale, col rifacimento della Strada statale 42 del Tonale e della Mendola.
Il parcheggio scambiatore della stazione, predisposto per l'intercambio con altri mezzi pubblici, dispone anche di 4 stalli per la ricarica delle autovetture elettriche.
Il costo di realizzazione dell'opera, costruita in due anni (da giugno 2014 al luglio 2016), è stato di 13626900,54 €.

## Servizi
- Biglietteria
- Servizi igienici
- Sala d'attesa